# Septvaux
Septvaux est une commune française située dans le département de l'Aisne, en région Hauts-de-France.

## Géographie
Le village de Septvaux est entouré par la forêt de Saint-Gobain (Aisne) dans laquelle il se situe.
Le ru Ménil prend sa source sur le territoire de la commune qu'il traverse puis irrigue les étangs présents sur la route Fresnes-sous-Coucy avant de rejoindre le ru de Servais puis l'Oise (rivière).

### Hydrographie

#### Réseau hydrographique
La commune est située dans le bassin Seine-Normandie. Elle est drainée par le ruisseau de Servais, le fossé 01 de la commune de Septvaux et le fossé du Petit Paris,,.
Le ruisseau de Servais, d'une longueur de 17 km, prend sa source dans la commune  et se jette  dans l'Oise (rive gauche) à Amigny-Rouy, après avoir traversé sept communes.

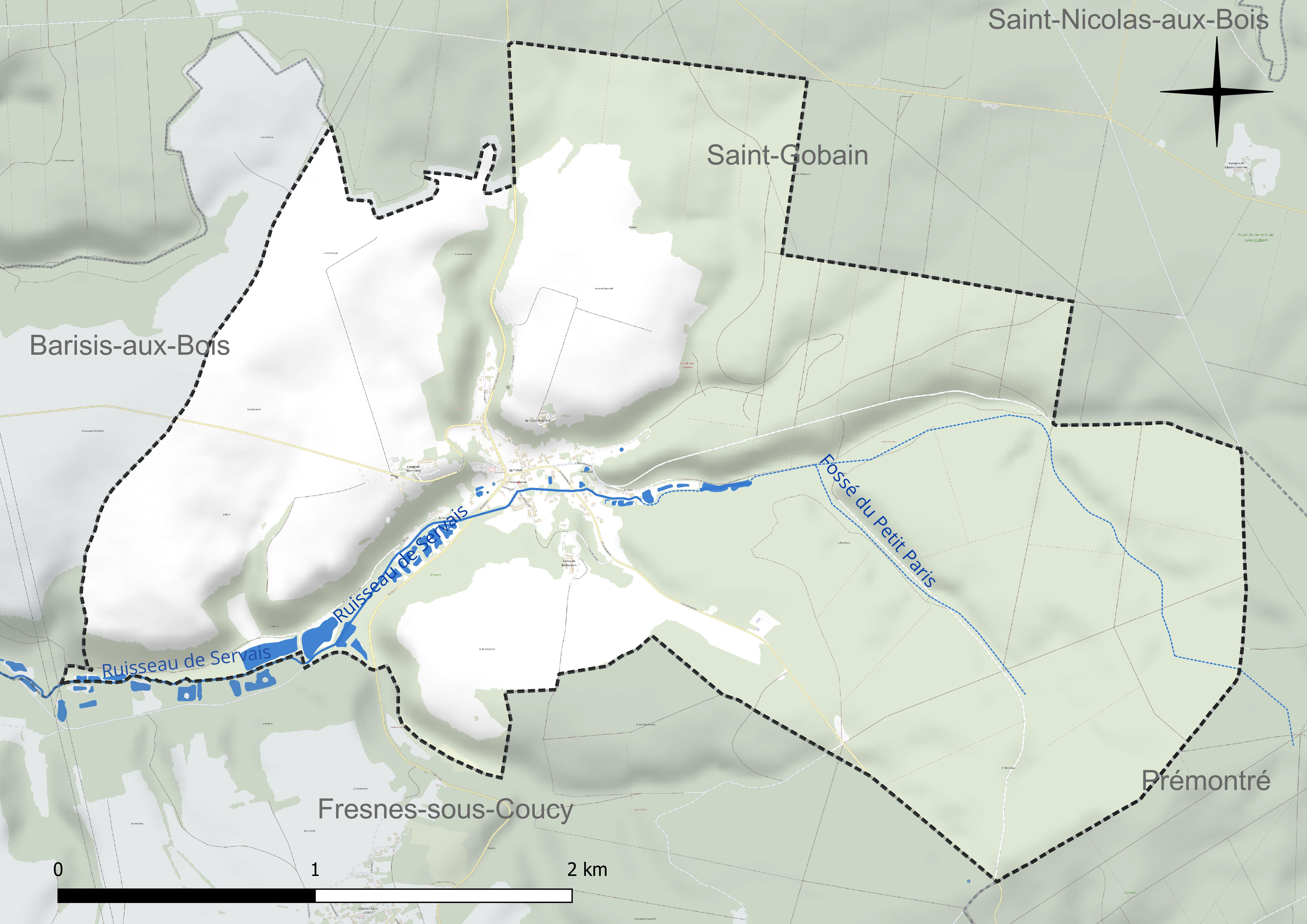
Réseau hydrographique de Septvaux.

#### Gestion et qualité des eaux
Le territoire communal est couvert par le schéma d'aménagement et de gestion des eaux (SAGE) « Oise moyenne ». Ce document de planification concerne un territoire de 1 013 km2 de superficie, délimité par le bassin versant de l'Oise moyenne. Le périmètre a été arrêté le 24 avril 2017 et le SAGE est, en 2024, encore en élaboration. La structure porteuse de l'élaboration et de la mise en œuvre est le syndicat mixte du SAGE Oise-Moyenne (SMOM).
La qualité des cours d'eau peut être consultée sur un site spécial géré par les agences de l'eau et l'Agence française pour la biodiversité.

### Climat
Pour des articles plus généraux, voir Climat des Hauts-de-France et Climat de l'Aisne.
En 2010, le climat de la commune est de type climat océanique dégradé des plaines du Centre et du Nord, selon une étude du CNRS s'appuyant sur une série de données couvrant la période 1971-2000. En 2020, Météo-France publie une typologie des climats de la France métropolitaine dans laquelle la commune est exposée à un climat océanique altéré et est dans la région climatique Nord-est du bassin Parisien, caractérisée par un ensoleillement médiocre, une pluviométrie moyenne régulièrement répartie au cours de l'année et un hiver froid (3 °C).
Pour la période 1971-2000, la température annuelle moyenne est de 10,3 °C, avec une amplitude thermique annuelle de 15,1 °C. Le cumul annuel moyen de précipitations est de 768 mm, avec 11,4 jours de précipitations en janvier et 8,7 jours en juillet. Pour la période 1991-2020, la température moyenne annuelle observée sur la station météorologique la plus proche, située sur la commune de Chauny à 13 km à vol d'oiseau, est de 11,1 °C et le cumul annuel moyen de précipitations est de 709,9 mm,. Pour l'avenir, les paramètres climatiques de la commune estimés pour 2050 selon différents scénarios d'émission de gaz à effet de serre sont consultables sur un site spécial publié par Météo-France en novembre 2022.

## Urbanisme

### Typologie
Au 1er janvier 2024, Septvaux est catégorisée commune rurale à habitat dispersé, selon la nouvelle grille communale de densité à 7 niveaux définie par l'Insee en 2022.
Elle est située hors unité urbaine et hors attraction des villes,.

### Occupation des sols
L'occupation des sols de la commune, telle qu'elle ressort de la base de données européenne d'occupation biophysique des sols Corine Land Cover (CLC), est marquée par l'importance des forêts et milieux semi-naturels (63,8 % en 2018), une proportion identique à celle de 1990 (63,8 %). La répartition détaillée en 2018 est la suivante : 
forêts (63,8 %), terres arables (31 %), zones urbanisées (4,1 %), eaux continentales (1,1 %).
L'évolution de l'occupation des sols de la commune et de ses infrastructures peut être observée sur les différentes représentations cartographiques du territoire : la carte de Cassini (XVIIIe siècle), la carte d'état-major (1820-1866) et les cartes ou photos aériennes de l'IGN pour la période actuelle (1950 à aujourd'hui).

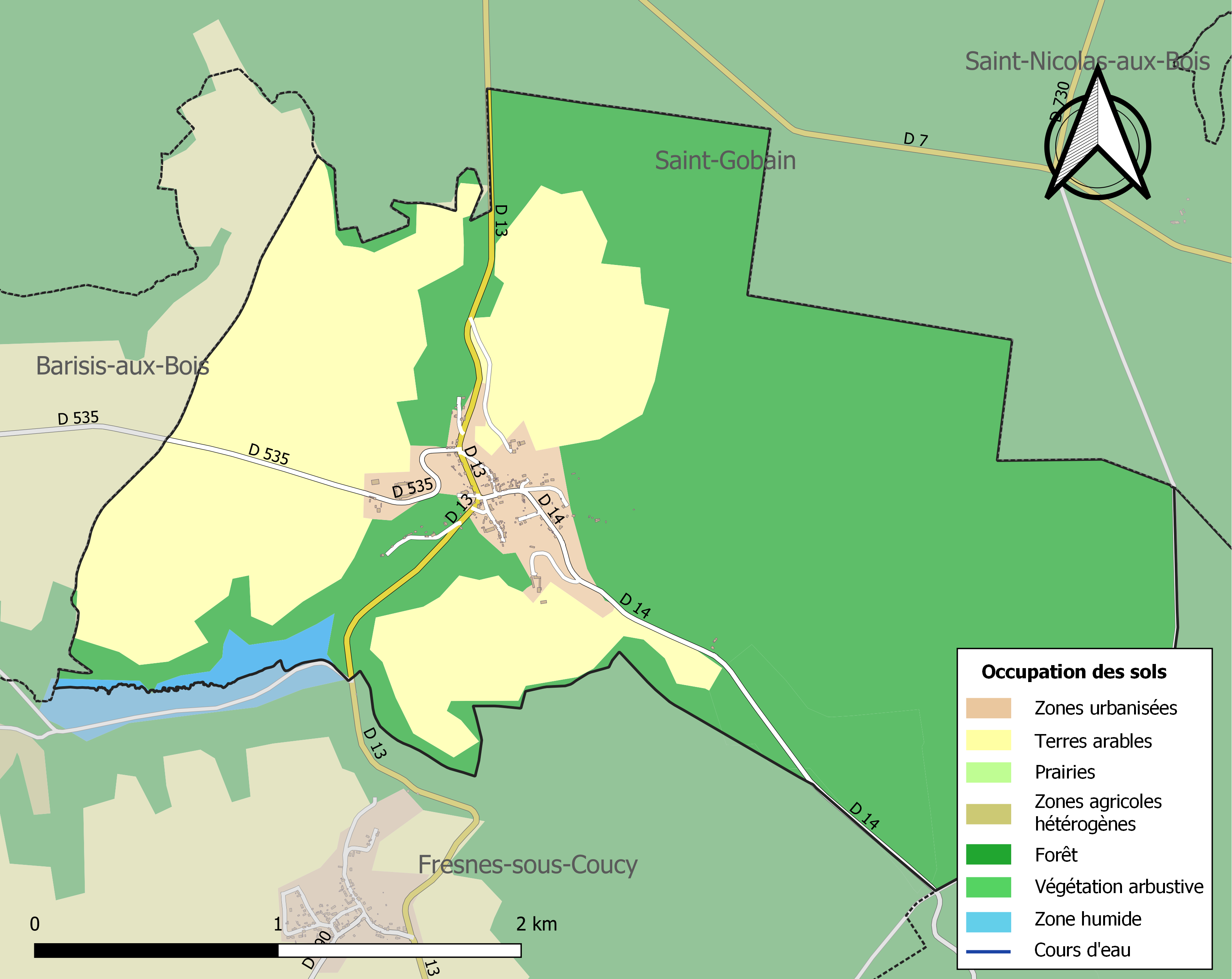
Carte de l'occupation des sols de la commune en 2018 (CLC).

## Toponymie
Le nom de la localité est attesté sous les formes Altare de Sevallis, altare de Fraxino et de Septem-Vallibus (1152) ; Sexvaux, Sesvaux (1218) ; Sesvax (1221) ; Setvaux (1332) ; Ville de Septvaus (1336) ; Sepvaulx (1536) ; Sepvaux (1555) ; Sevault (1669) ; Sevaux (1690) ; Notre-Dame-de-Sepvaux (1698).

De l'oïl numéral sept et le pluriel de vau « vallée ».
L'étymologie latine fait référence aux « sept vallées » qui entourent la commune.

## Histoire
En février 1906, un ouvrier découvre dans une carrière de Septvaux des haches taillées datant du Néolithique.
Le village a porté le nom de "Septem Valles" en 1108 ainsi que "Sevallis" et "Septem Vallibus" en 1152, ces noms d'étymologie latine font références aux sept vallées qui entourent la commune, et permettent d'affirmer que le village existe depuis l'époque romaine, de plus la découverte en 1685 de  monnaie romaine sur son sol ne permet pas d'en douter.
D'abord possession de Saint-Rémy (437-533), il cède ensuite le territoire aux évêques de Laon. Cependant le village se situe dans le vaste domaine de la Maison de Coucy et est sujet de discorde entre le diocèse de Laon et la seigneurie de Coucy. En 1336, Albert de Roye (? - 1336) évêque de Laon échange donc le village de Septvaux contre ceux d'Achery et Mayot, appartenant à Enguerrand VI de Coucy pour mettre fin aux contestations.
Une école publique, mixte et laïque est fondée dans la commune dans les années 1760, elle est aujourd'hui fermée depuis 1986.
Le village subit en 1917 les ravages de la Première Guerre mondiale, de nombreuses tranchées et plusieurs abris de cette époque sont encore visibles dans les forêts de la commune.

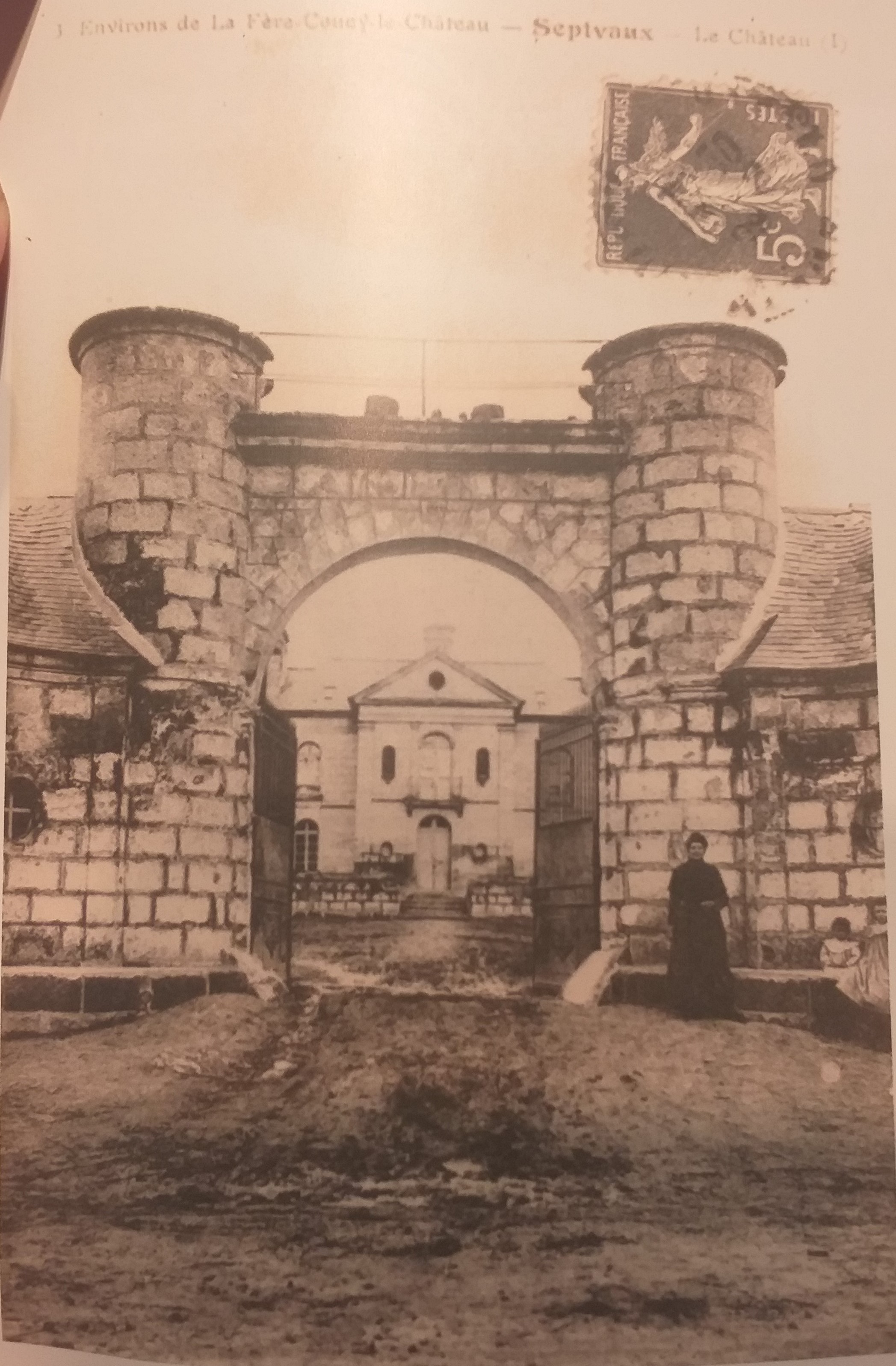
Ancien "château" de Septvaux.

Dicton du village :
"Septvaux, sept vallons
À l'église, sept Pignons
Tiot pays, mauvaises gins
Grandes marmites, rien dedins"

## Politique et administration

### Découpage territorial
La commune de Septvaux est membre de la communauté de communes Picardie des Châteaux, un établissement public de coopération intercommunale (EPCI) à fiscalité propre créé le 1er janvier 2017 dont le siège est à Pinon. Ce dernier est par ailleurs membre d'autres groupements intercommunaux.
Sur le plan administratif, elle est rattachée à l'arrondissement de Laon, au département de l'Aisne et à la région Hauts-de-France. Sur le plan électoral, elle dépend du  canton de Vic-sur-Aisne pour l'élection des conseillers départementaux, depuis le redécoupage cantonal de 2014 entré en vigueur en 2015, et de la quatrième circonscription de l'Aisne  pour les élections législatives, depuis le dernier découpage électoral de 2010.

### Administration municipale
| Période                                  | Période                   | Identité           | Étiquette | Qualité                                     |
| ---------------------------------------- | ------------------------- | ------------------ | --------- | ------------------------------------------- |
| Les données manquantes sont à compléter. |                           |                    |           |                                             |
| avant 1877                               | après 1879                | Boyeldieu          |           |                                             |
| mars 2001                                | En cours (au 28 mai 2020) | Christophe Lautout | LR        | Agriculteur Réélu pour le mandat 2020-2026, |

## Démographie
L'évolution du nombre d'habitants est connue à travers les recensements de la population effectués dans la commune depuis 1793. Pour les communes de moins de 10 000 habitants, une enquête de recensement portant sur toute la population est réalisée tous les cinq ans, les populations de référence des années intermédiaires étant quant à elles estimées par interpolation ou extrapolation. Pour la commune, le premier recensement exhaustif entrant dans le cadre du nouveau dispositif a été réalisé en 2007.

En 2022, la commune comptait 179 habitants, en évolution de +4,07 % par rapport à 2016 (Aisne : −1,97 %, France hors Mayotte : +2,11 %).
| 1793 | 1800 | 1806 | 1821 | 1831 | 1836 | 1841 | 1846 | 1851 |
| ---- | ---- | ---- | ---- | ---- | ---- | ---- | ---- | ---- |
| 207  | 259  | 218  | 223  | 226  | 254  | 299  | 331  | 316  |

| 1856 | 1861 | 1866 | 1872 | 1876 | 1881 | 1886 | 1891 | 1896 |
| ---- | ---- | ---- | ---- | ---- | ---- | ---- | ---- | ---- |
| 310  | 312  | 304  | 289  | 278  | 257  | 252  | 258  | 234  |

| 1901 | 1906 | 1911 | 1921 | 1926 | 1931 | 1936 | 1946 | 1954 |
| ---- | ---- | ---- | ---- | ---- | ---- | ---- | ---- | ---- |
| 232  | 234  | 234  | 122  | 470  | 192  | 173  | 191  | 196  |

| 1962 | 1968 | 1975 | 1982 | 1990 | 1999 | 2006 | 2007 | 2012 |
| ---- | ---- | ---- | ---- | ---- | ---- | ---- | ---- | ---- |
| 214  | 200  | 213  | 161  | 183  | 202  | 204  | 204  | 164  |

| 2017 | 2022 | - | - | - | - | - | - | - |
| ---- | ---- | - | - | - | - | - | - | - |
| 179  | 179  | - | - | - | - | - | - | - |

## Histoire, lieux et monuments

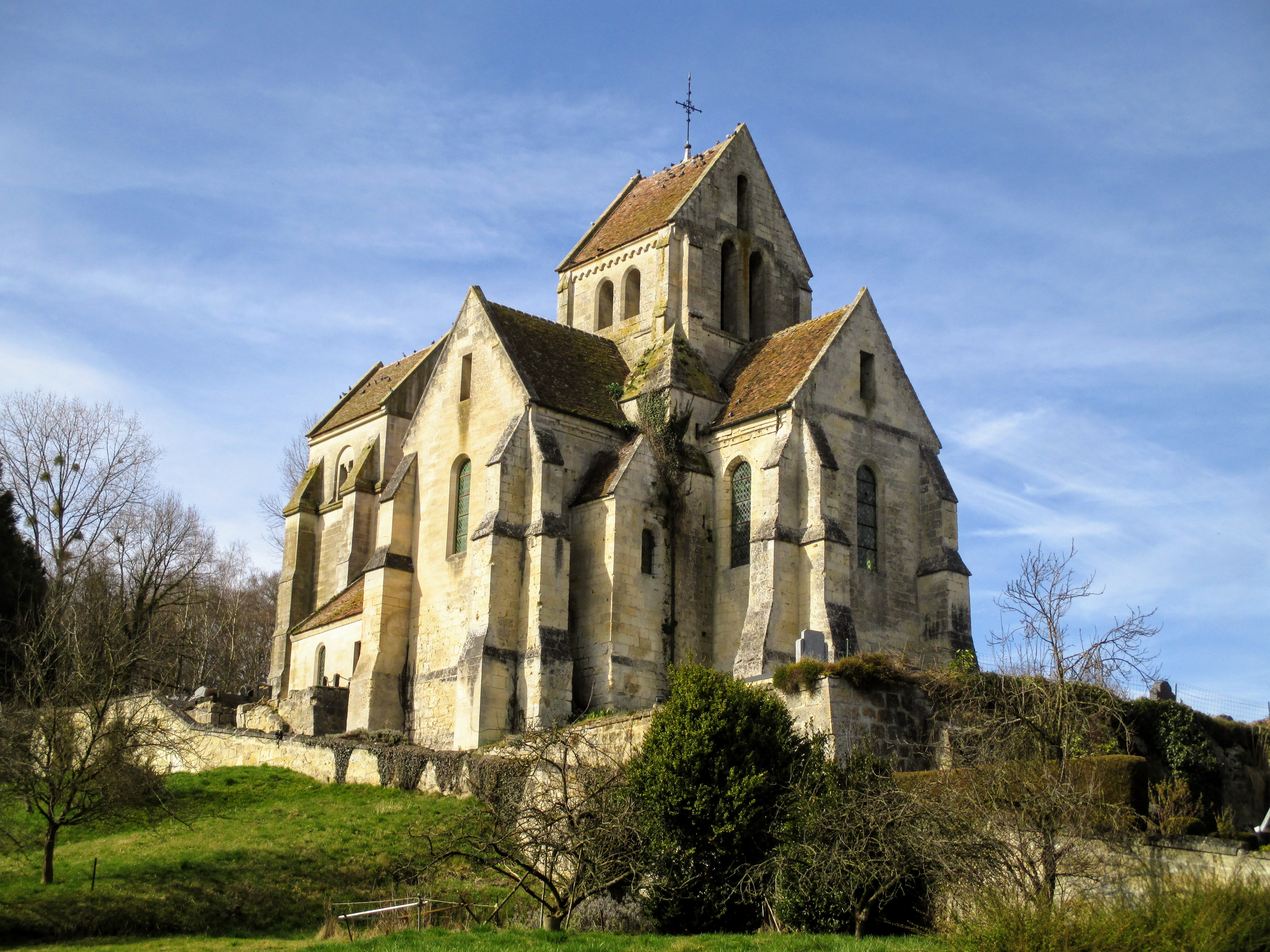
Église de Septvaux.

Le village de Septvaux possède une église de style roman, ancienne basilique datant du VIe siècle sa silhouette actuelle date des XIe siècle et XIIe siècle. Elle est placée sous le vocable de Notre-Dame et classée aux Monuments historiques depuis 1909. L'édifice a été en partie reconstruite à la suite de son bombardement par les Allemands en 1917.
L'édifice est remarquable par ses deux clochers, cependant seul le principal situé à la croisée du transept contient des cloches. Celles-ci sont actuellement au nombre de trois, elles datent de 1925 et remplacent les trois cloches précédentes prises par les Allemands en 1917, qui elles-mêmes remplaçaient une cloche de 364 kg retirée en 1877 et datant de 1630.
L'église étant située sur une hauteur lui permettant de dominer tout le village, un grand escalier mène au cimetière qui l'entoure, à son chevet se trouve une tombe ou reposent Charles Eloi Marion (1815-1871) curé de Septvaux et de Fresnes ainsi que son frère Jean François Joseph Benoni Marion (1805-1869).
Le lavoir date du XIIe siècle, il est irrigué par un faible cours d'eau qui rejoint ensuite le Ménil.
Un pont de pierre construit en 1732 franchi le Mesnil pour mener à la rue de la Basse-Cour.
Une importante bâtisse se situait au centre du village, surnommée « le château de Septvaux », transformée plus tard en exploitation agricole et aujourd'hui disparue à la suite de la Première Guerre mondiale.
Un moulin était également présent sur le territoire, situé sur le passage du Mesnil à environ 1500 mètres du centre de la commune au niveau actuel de l'étang communal.

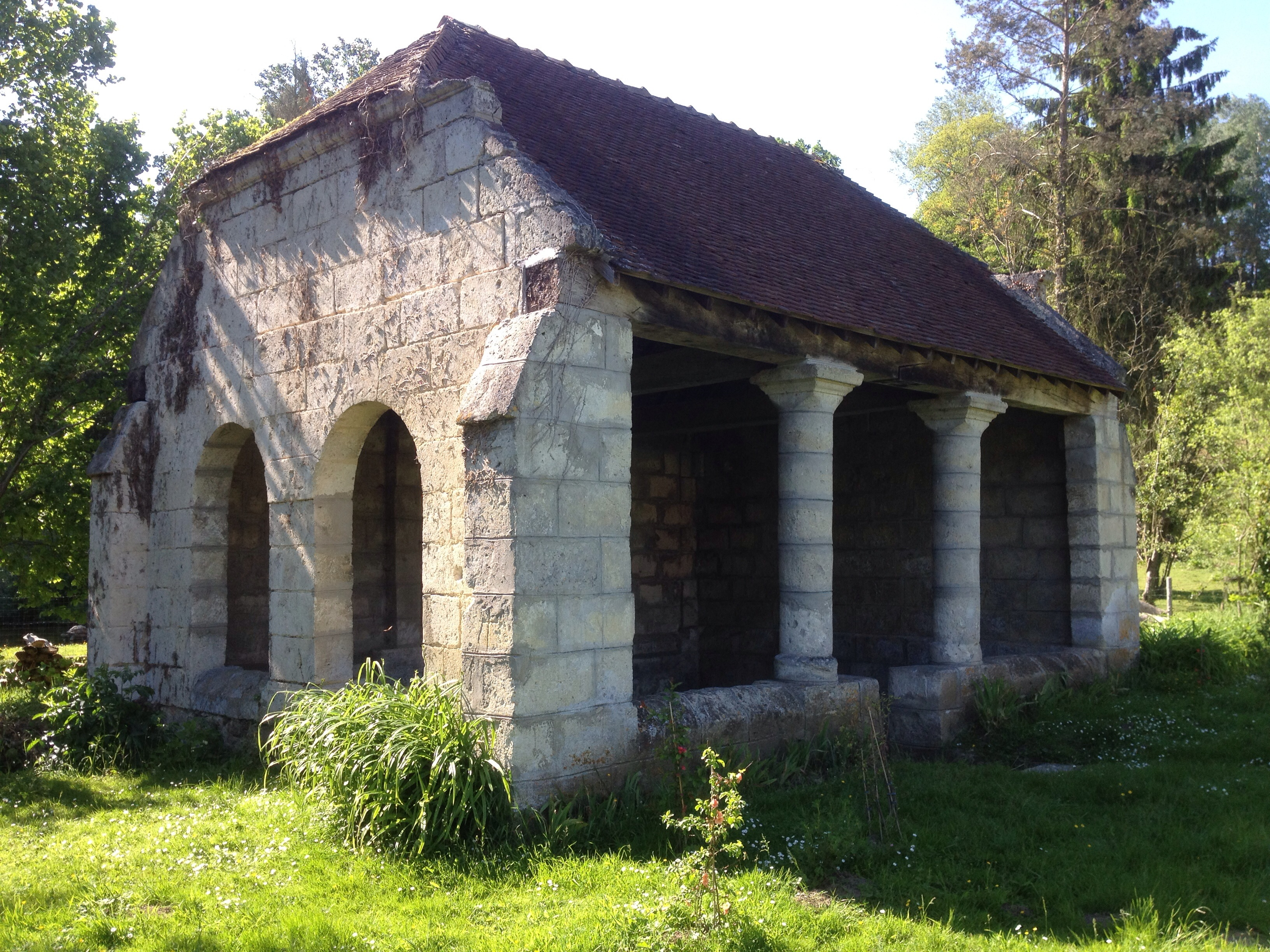
Le lavoir de Septvaux (XII).

## Héraldique
| Blason à dessiner | Blason  | (2025) D'argent à la fourmi de sable accompagnée aux flancs et en pointe de sept arbres du même ordonnés en orle; au chef d'azur chargé de trois épis de blé tigés et feuillés d'or. |
| Blason à dessiner | Détails | Adopté le 13 mars 2025. |